# Tymon z Fliuntu

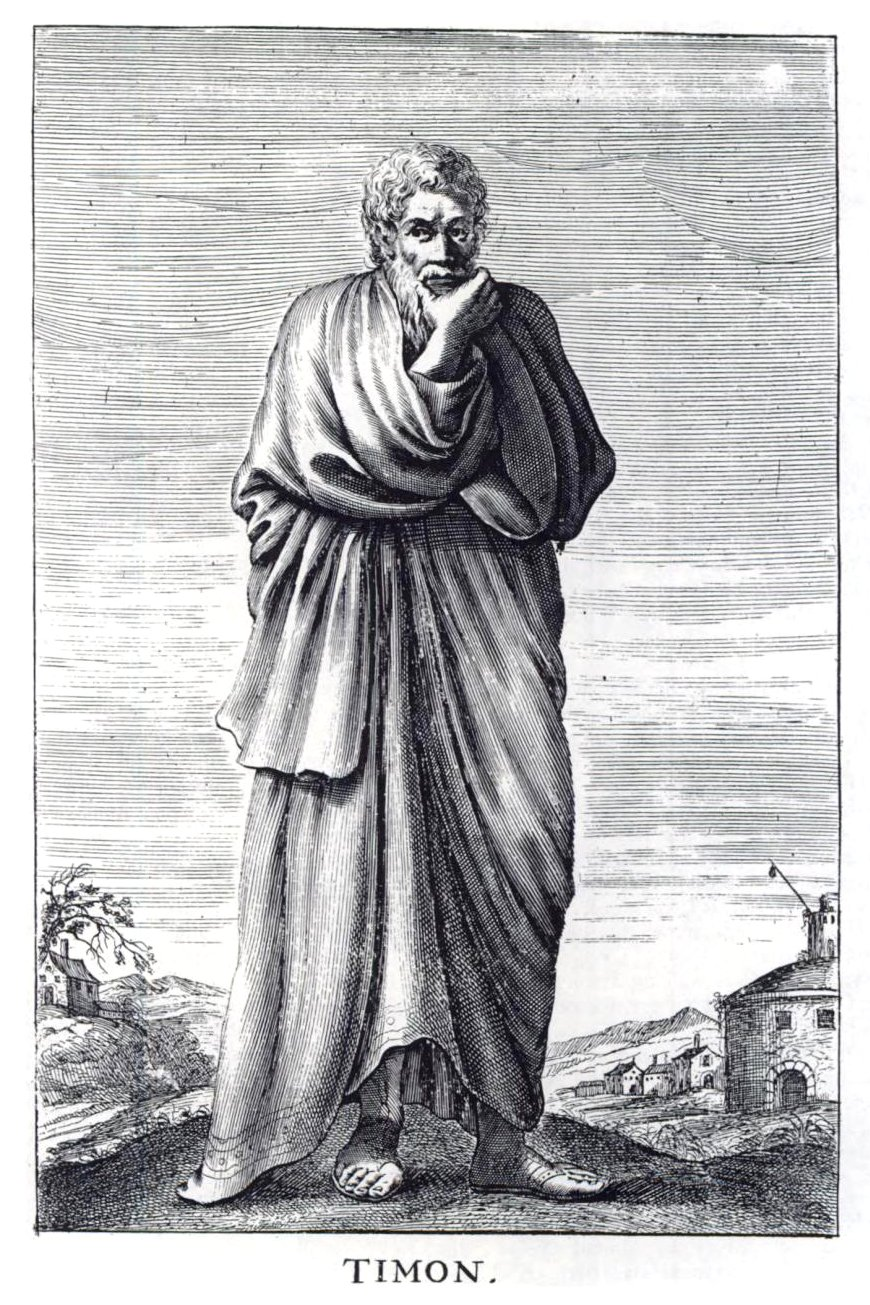
Tymon z Fliuntu, rycina XVII-wieczna z History of Philosophy Thomasa Stanleya

Tymon z Fliuntu, gr. Τίμων ὁ Φλιάσιος (ok. 328 p.n.e.–238 p.n.e.) – grecki filozof, przedstawiciel szkoły sceptyków, uczeń Pyrrona.
W młodości był tancerzem, później uczył się w Megarze u Stilpona i w Elidzie u Pyrrona. Przez pewien czas prowadził szkołę filozoficzną w Chalcedonie, by po zgromadzeniu majątku przenieść się do Aten, gdzie mieszkał do śmierci. Był autorem poezji, dramatów satyrowych i tragedii. Jego najbardziej znanym dziełem był pisany heksametrem poemat Silloi (Σίλλοι) w trzech księgach, w którym wyszydzał spory szkół filozoficznych, oprócz Pirrona, którego wprowadził jako autorytatywnego sędziego w sporze eleaty Ksenofanesa, materialisty Demokryta i sofisty Protagorasa. Napisał też utwór Pyton, w formie dialogu między sobą samym a Pyrronem w trakcie podróży do Delf. Z pism Tymona zachowały się tylko fragmenty.
Jako filozof złagodził skrajny sceptycyzm Pyrrona, przeciwstawiając całkowitej obojętności wobec świata umiarkowaną wrażliwość.
Po śmierci Tymona i przerwaniu działalności przez jego uczniów, rozwój szkoły sceptycyzmu urywa się, przynajmniej jeśli chodzi o historyczne świadectwa, na całe dwa stulecia.